# Pokémon Uranium
Pokémon Uranium — фанатская игра, основанная на серии «Покемон» и выпущенная в 2016 году после 9 лет разработки. В августе 2016 года по требованию Nintendo разработка игры была официально прекращена, а сервера были отключены, однако поклонники игры продолжили выпускать патчи неофициально.

## Игровой процесс
Игра добавляет 166 новых созданных фанатами покемонов и новый регион. Как и в других играх серии Pokémon, игрок может обмениваться покемонами с другими игроками в Pokémon Uranium. Также существует всеобщая торговая станция (англ. Global Trade Station, GTS), которая позволяет игрокам анонимно обмениваться покемонами c любыми людьми.

## Сюжет
Сюжет Pokémon Uranium рассказывает о молодом герое, путешествующем по области Тандор и встречающем на своём пути 200 видов покемонов, большая часть которых создана фанатами. Он собирает 8 значков и со временем становится чемпионом покемонов после победы на Лиге покемонов. Игрок получает покемона на выбор от профессора Бамб’о и отправляется в путешествие. Мать главного героя потерялась после взрыва на атомной электростанции, а отношения с его отцом, Келлином, остаются холодными и не близкими: чтобы не утонуть в своём горе, отец полностью отдался работе, оставив ребёнка его тётушке. По ходу игры вокруг главного героя происходят странные события, а на мир нападает сильно облучённый покемон, готовый уничтожить его.

## Разработка и выпуск
Pokémon Uranium — фанатская игра, основанная на серии «Покемон». Игра разрабатывалась девять лет с использованием движка RPG Maker XP.
В августе 2016 года, когда игра набрала полтора миллиона скачиваний, ссылки на скачивание Pokémon Uranium были удалены с официального сайта, так как разработчики пожелали «уважить желания Nintendo» после получения нескольких уведомлений о нарушении DMCA. Месяцем спустя разработчики объявили, что они останавливают разработку игры и отключают сайт и сервера. После этого анонса сообщество создало новый сайт и продолжило выпускать патчи для игры, содержащие исправления ошибок и новые функции.

## Критика
Игра была номинирована на The Game Awards 2016 в категорию «Лучшее произведение фанатов», однако была снята наряду с AM2R, фанатской игрой по серии Metroid, по просьбе Nintendo, чьи права интеллектуальной собственности были нарушены.
Элиас Блондо из CGMagazine написал: «Pokémon Uranium удаётся быть глубокой, полноценной инкарнацией знакомых механик и зрелой эволюцией франшизы, к которой игра относится с большим уважением».